# Robert Ménard
Robert Ménard (nacido el 6 de julio de 1953) es un político y experiodista francés que se desempeña como alcalde de Béziers desde 2014. Fundador de la organización no gubernamental internacional Reporteros sin Fronteras con sede en París, de la cual fue secretario general de 1985 a 2008. Posteriormente participó en el lanzamiento del sitio web de información Boulevard Voltaire en 2012. Independiente desde 1981, Ménard se unió a la alianza Les Amoureux de la France en 2017. 

## Familia y educación
Ménard proviene de una familia católica francesa Pied-Noir que se estableció en Argelia en la década de 1850. Alrededor de la época de la Independencia de Argelia y cuando tenía nueve años, la familia se mudó a Brusque, Aveyron. Estudió religión, pues planeaba convertirse en sacerdote. 
La esposa de Ménard, Emmanuelle Ménard (apellido de soltera Duverger), fue elegida miembro de la Asamblea Nacional en las elecciones legislativas de 2017 como miembro del sexto distrito electoral de Hérault. Tiene una hija con ella, y dos hijos más de relaciones anteriores. 

## Política
Mientras estaba en la universidad, se alineó con los movimientos trotskistas, uniéndose luego al Partido Socialista francés el cual abandonó en 1981. 
En 2013, anunció que sería candidato al cargo de alcalde de Béziers en las elecciones municipales de 2014. Su campaña la lanzó con el apoyo del partido soberanista de derecha Debout la France. Posteriormente Ménard agradeció el apoyo del Frente Nacional, que lo avaló como su candidato, aunque no era miembro. Su movimiento hacia la extrema derecha atrajo la atención de los medios. Se describió a sí mismo públicamente como un "reaccionario", apoyando la reintroducción de la pena de muerte, y objetando la legalización del matrimonio entre personas del mismo sexo en mayo de 2013. Fue elegido alcalde de Béziers el 30 de marzo en segunda vuelta, con el 47% de los votos.
En mayo de 2015, Ménard violó la ley francesa al intentar registrar la religión de los escolares de su ciudad, alegando que el 64,9% eran musulmanes, según su nombre de pila. En septiembre, visitó un complejo de refugiados para decirles que no eran bienvenidos en Francia, y dos meses después declaró que no abrirían más restaurantes de kebab en Béziers.
En marzo de 2018 anunció que buscaría un segundo mandato en las elecciones municipales de 2020, postulándose nuevamente como independiente, por los desacuerdos que tiene con ciertas políticas impulsadas por el Frente Nacional. En mayo de 2018, Ménard fue agredido físicamente y empujado al suelo, mientras visitaba Saint-André-de-Cubzac, Gironda, para asistir a una conferencia, por los que él mismo calificó de "fascistas de izquierda". El autor del empujón fue posteriormente condenado a una pena de prisión condicional de cuatro meses.

## Medios de comunicación
En 1975, Ménard creó la estación de radio pirata Radio Pomarède y se convirtió en presidente de la Association pour la libération des ondes (Asociación para la liberación de las ondas de radio). En consecuencia, se convirtió en el blanco de muchos juicios, en uno de los cuales, François Mitterrand, más tarde presidente de la República Francesa, dio una prueba de su carácter. Más tarde creó la revista gratuita Le Petit biterrois, pero tuvo que cerrarla por falta de anunciantes. En 1985 cofundó Reporteros sin Fronteras.
En el portal Rue89 se afirmó que Ménard se convirtió en el foco de una controversia  tras afirmar en una entrevista de France Culture en la que, en respuesta a una pregunta sobre el caso del periodista secuestrado Daniel Pearl, hizo una declaración que algunos interpretaron como sugiriendo que el uso de la tortura podría justificarse en algunas circunstancias.  
El 24 de marzo de 2008, Ménard, y otros dos miembros de Reporteros sin fronteras, fueron arrestados por intentar interrumpir el encendido de la llama Olímpica antes de los Juegos Olímpicos de 2008. La interrupción tenía como objetivo protestar por la represión de las actividades de derechos civiles tibetanos por parte del gobierno de la República Popular China.
Ménard renunció a su cargo de secretario general de Reporteros sin fronteras en septiembre de 2008 y se convirtió en director general del Centro de Doha para la Libertad de los Medios en Catar, que se inauguró en octubre de 2008 Ménard dimitió como director general en junio de 2009, quejándose de la obstrucción de la labor del Centro por parte de funcionarios del gobierno de Catar. En particular, sus críticas a las políticas restrictivas de los medios de comunicación de Catar, junto con los esfuerzos del Centro por llevar a varios periodistas perseguidos a Catar en busca de refugio temporal), a pesar de las garantías anteriores de que se le permitiría funcionar libremente.
El 1 de octubre de 2012 fundó, junto con Dominique Jamet, el sitio web de noticias conservador Boulevard Voltaire.

## El gran reemplazo
Ménard ha apoyado la teoría de la conspiración del gran reemplazo. Hablando de la demografía de los niños en edad escolar en Francia, La Croix cubrió su declaración de que en un aula de una escuela cercana a su casa el 91% de los alumnos eran "niños musulmanes", afirmando que "obviamente es un problema". Ménard declaró que era "una prueba del gran reemplazo en curso" en Francia. En aquel momento fue condenado por "incitación al odio y la discriminación" por lo que se le ordenó pagar dos mil euros.

## Trabajos
- Ménard, Robert (1990). Club des 500 : les 500 qui font le Languedoc-Roussillon. Montpellier: Éditions ensoleillées-Intelligence Média. OCLC 463753984.
- Faes, Géraldine; Ménard, Robert (2001). Ces journalistes que l'on veut faire taire : l'étonnante aventure de Reporters sans frontières. Paris: Albin Michel. ISBN 9782226122131. OCLC 301652528.
- Duverger, Emmanuelle; Ménard, Robert (2003). La censure des bien-pensants. Paris: Albin Michel. ISBN 9782226136145. OCLC 51517129.
- Ménard, Robert (2008). Les jeux de la honte : Pourquoi il faut boycotter la cérémonie d'ouverture des JO de Pékin. Paris: Le Cherche midi.
- Ménard, Robert (2008). Des libertés et autres chinoiseries : de Reporters sans frontières aux JO de Pékin. Paris: Robert Laffont. ISBN 9782221111642. OCLC 471018628.
- Lévy, Elisabeth; Ménard, Robert (2009). Les Français sont-ils antisémites ?. Paris: Editions Mordicus. ISBN 9782918414162. OCLC 463623557.
- Ménard, Robert; Steiner, Thierry (2010). Mirages et cheikhs en blanc : enquête sur la face cachée du Qatar, le coffre-fort de la France. Paris: Editions du Moment. ISBN 9782354170738. OCLC 527339723.
- Duverger, Emmanuelle; Ménard, Robert (2011). Vive Le Pen !. Paris: Éditions Mordicus. ISBN 9782918414278. OCLC 721534013.
- Ménard, Robert; Rolando, Thierry (2012). Vive l'Algérie française !. Paris: Éd. Mordicus. ISBN 9782918414537. OCLC 805044093.
- Ménard, Robert (2016). Abécédaire de la France qui ne veut pas mourir. Paris: Éditions Pierre-Guillaume de Roux.